# Torneio de tênis de 's-Hertogenbosch
O torneio de tênis de 's-Hertogenbosch compreende os eventos profissionais de tênis que acontecem ou aconteceram em 's-Hertogenbosch, nos Países Baixos. No calendário de elite, é combinado masculino e feminino desde 1997.
Atualmente, possui o nome comercial de Libéma Open e recebe os seguintes torneios:
- ATP de 's-Hertogenbosch, torneio masculino organizado pela Associação de Tenistas Profissionais, na categoria ATP 250;
- WTA de 's-Hertogenbosch, torneio feminino organizado pela Associação de Tênis Feminino, na categoria WTA 250.